# 国鉄DC11形ディーゼル機関車

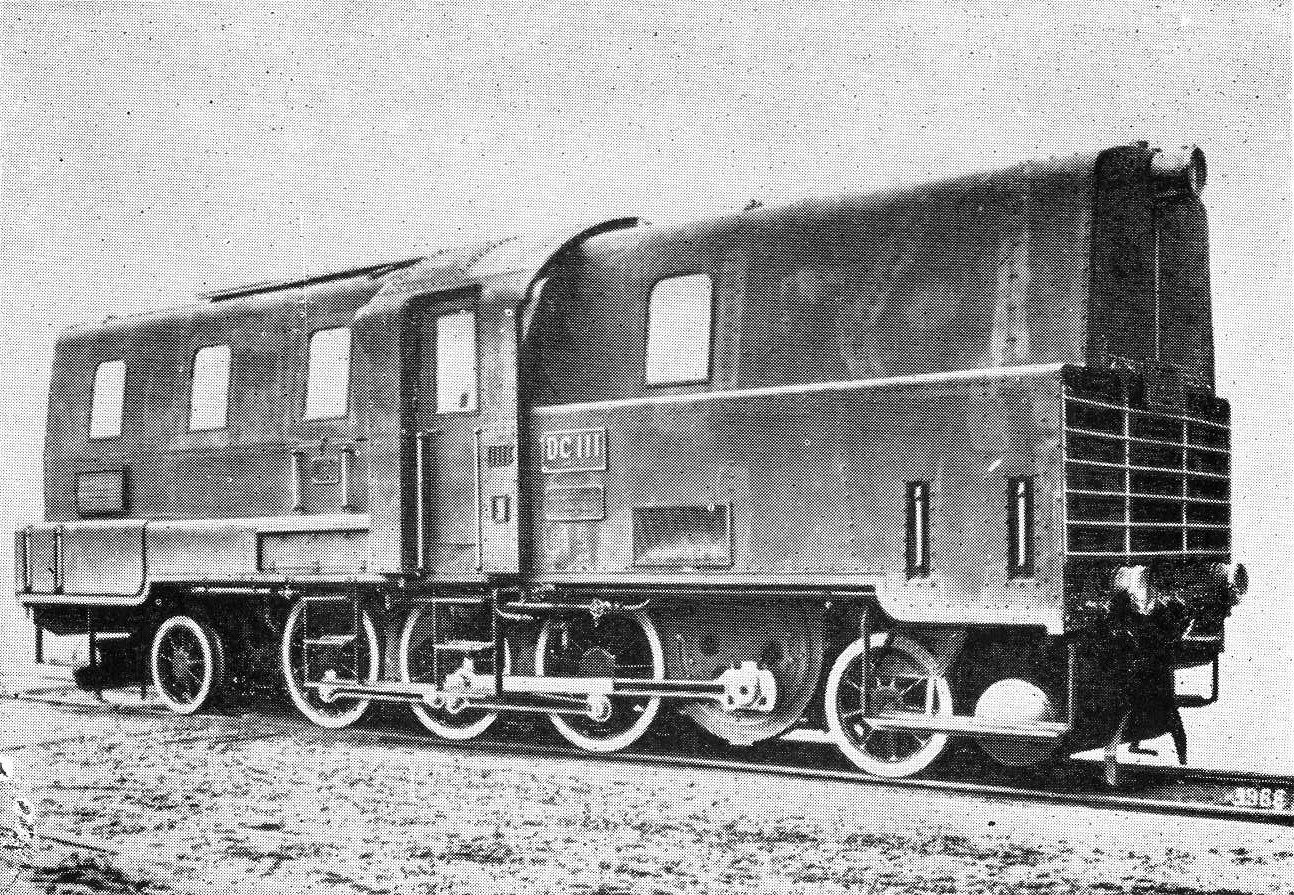
DC111

DC11形ディーゼル機関車（DC11がたディーゼルきかんしゃ）は、日本国有鉄道の前身である鉄道省がドイツから輸入した電気式ディーゼル機関車である。

## 概要
ディーゼル機関車の各種方式・機器の比較検討用サンプルとして機械式のDC10形と共に1両ずつドイツから輸入された。これまでディーゼル機関車の使用経験がなく、列車事故などを起こせば大変であるとして、どちらも600馬力の入替用機関車として注文されている。
同時発注のDC10形は、完成度が不十分であり満足の行く完成度が得られるまで納期を遅らせて欲しい、というメーカー側の要望で納入が約1年5か月遅延したため、これに先行して1929年（昭和4年）に日本に来着した本形式は、国鉄初のディーゼル機関車となった。昭和4年（1929年）8月1日付の朝日新聞夕刊にて「とても調子のよい 煙を吐かぬ機関車」のタイトルで「煙を吐かぬ汽車――デイゼル機関車が日本で初めて動いた。（中略）試乗の桑原監督官や鷹取工場工場長が客車から顔を出して『とても調子がよい』と喜んだが、エンヂン冷却用のフアンの恐ろしい回転のため、車底から吸ひ込む空気が酷い砂礫の渦をまき散らす、これだけは何とか工夫せねばならぬと頭をひねつてゐた」と報道されている。
発注に当たっては、DC10形とともにディーゼル機関車の製造能力では当時世界最優秀といわれたメーカー群が選定され、本形式は車体を含む機械部分がエスリンゲン (Maschinenfabrik Esslingen) 、エンジンはMAN（Maschinenfabrik Augsburg-Nürnberg AG：アウクスブルク-ニュルンベルク機械工作所）、電気部分はスイスのブラウンボベリ (Brown, Boveri & Cie = BBC) の各社が担当した。

## 各部構造

### 車体
前後に機械室を置き、中央部に運転台を設置する中央運転台式の基本レイアウトを採る。
1位側の機械室には主電動機などの主要電装品が搭載され、2位側の機械室にはディーゼルエンジンとこれに直結される発電機などが搭載された。また、機関の冷却に用いられるラジエーターは1位側妻面のほぼ全面積を使用して凸型に設置されており、その強制送風用大口径電動ファンも1位側機械室内に設置されていた。
全長の長い大型エンジンと直結発電機のセットを2位側に搭載していたため、中央運転台式であったがその位置はやや1位側に偏って置かれており、視界確保のために機械室は上半分が前後とも台枠よりも大きく幅を絞ってあった。
このレイアウトでは通常は凸型と呼ばれる外観となる例が多いが、本形式は搭載されるエンジンの背が高かったため、機械室が運転台の屋根高さとほぼ同じ屋根高さとなっていた。
神戸港の併用軌道区間の走行に備え、着脱式の救助網を装備していた。

### 主要機器

#### 機関
発電用ディーゼル機関は、第一次世界大戦中にUボートをはじめとする軍用舟艇搭載ディーゼル機関の設計製作を担当したMAN製のW6Vu28/38無気直噴式縦型直列6気筒4ストローク機関が搭載された。
この機関は、原型となった軍用機関がディーゼル・エレクトリック方式で、機械的な多段変速機への接続を考慮しておらず、可能な限りの小型化が求められたことから、回転数の制御範囲が250 - 700rpmと当時としては高回転低トルク仕様で設計されていた。また、シリンダー径280mm、ストローク380mm、排気量は140.4Lで、DC10形の搭載機関と比較すると排気量はやや小さいが、寸法面では最大幅940mm、最大高1,615mm、最大長3,150mm、そして重量5,300kgとDC10形の機関と比較して圧倒的に小型軽量であり、同一出力として計画・設計されていたこともあって、スペック上はこちらの方が明らかに進歩した設計であると評価されていた。
もっとも、機関の駆動軸が直接発電機に接続される本形式の場合、固有振動数と危険回転数の関係から、当初計画の最大回転数時に共振による破壊が発生する恐れがあることが製造中の試験で判明した。
これによれば、回転数が700rpmでは各部品の実測重量などから算出された危険回転数（738rpm）に対し近接し過ぎており、クランク軸の付加応力などを考慮すると、この値は許容できないとされた。そこで安全係数を約10%見込んで最大回転数を665rpmに制限することとなった。
始動はDC10形と同様に空気圧始動式で、機関直結の2段式圧縮機が搭載されていたが、本形式のものはDC10形のものと比して小型軽量であったものの、その反面、自動空気ブレーキの消費量に比して供給能力が十分ではなかったため、後にこれを補うために電動空気圧縮機が追加搭載されている。
また、この機関はシリンダーカバー部分の構造が極めて複雑、かつ薄肉に設計されていた。このため、シリンダー周辺の鋳造については精度と強度を維持する必要性から極めて高度な技術が要求された。さらに、燃料弁（インジェクター）の設計が適切ではなく、燃料供給遮断が完全に行えず後垂れ（あとだれ）が発生し燃焼効率（燃費）の点で今ひとつであると評された。しかも、プランジャー式の冷却水循環ポンプが機関と一体で設計されていて、ここからシリンダーや軸受の潤滑油が冷却水中に漏出するという致命的と言ってよい欠陥があったため、試用開始後、運行経費の大半を潤滑油費が占めるという異常事態が発生した。

#### 電装品
発電機は最大発生電圧750V、定格出力380kWのGE870/8/320と呼ばれるモデルが搭載され、主電動機については自己通風形直流直巻電動機であるGLM75 2abが2基搭載された。
制御器については詳細は不明であるが、竣工時に撮影された運転台内部の写真には、丸ハンドルが特徴的なBBC製直接式制御器とおぼしき機器が見られ、主回路の容量や使途などから、直接式であった可能性が高い。

#### 駆動系
軸配置は1C1とされ、主電動機は2基が台枠上の先輪と第1動輪の間の位置に並べて搭載された。
これら2基の主電動機にそれぞれ取り付けられた主歯車の間に1枚の大歯車を入れて連動させ、その大歯車の軸を左右に延長してジャック軸とし、そこからメインロッドで第2動輪に動力を伝達、さらにサイドロッドで第1・第3動輪へ動力を分配する蒸気機関車に近い駆動系レイアウトが採用された。

## 運用
1929年6月に神戸港に到着した本形式は、まず鷹取工場に持ち込まれて完全に分解され、時間をかけて入念な構造の調査が実施された。
この間、同年8月1日には鷹取工場から大阪駅まで試運転が行われた記録が残る。
その後、再組み立てと試験を経て、1930年（昭和5年）9月25日より3日間をかけて山陽本線の姫路駅 - 岡山駅 - 庭瀬駅間で公式試運転を行った後に鷹取機関区に配置され、神戸港周辺の入換用として使用された。
しかし、当時としては高精度な部品加工が必要な高回転型で、なおかつ本来は振動をほとんど考慮せずとも済む環境に設置されるべき舶用機関を、それも十分な衝撃対策を講じずに車載した結果、本形式ではエンジン周りに故障が多発した。しかも、予備部品がなく当時の日本の工業水準では十分な精度の代替部品製造が困難であったこともあって、その保守点検には大変な手間を要した。
特に最適な燃焼効率を得るために微妙な調整を必要とする燃料噴射装置の保守には、本形式もDC10形も共に難渋し、その経験と教訓は、後の国産の鉄道用ディーゼルエンジンの開発の際に、三菱重工製の直噴式を蹴って池貝製作所製の渦流燃焼室式が採用される一因になった。
また、入換機関車として見た場合には、前後双方向共に視界が不十分な本形式も、一方向の視界が極端に悪いDC10形も、いずれも不適当であり、背の高い当時の機関を使用する限りは両端に運転台を設置するのが望ましいと判定された。
本形式は、ドイツ、およびスイスの一流メーカーが製作した車両ではあったが、そもそもこのクラスのディーゼル機関車の要素技術自体が当時は未完成であったといわれ、最終的にはエンジンのシリンダーブロックに亀裂が入るという致命的な故障を起こして1935年（昭和10年）頃に休車となり、その後廃車となった。
ただしその機関はDC10形のそれと同様、徹底的な分解調査の上で新潟鐵工所や神戸製鋼所などの日本国内の有力内燃機関メーカー各社の技術者に公開され、その後の日本の鉄道車両や船舶用ディーゼル機関の開発に大きな影響を与えた。
その後は鷹取工場内に長い間放置されていたが、太平洋戦争末期に失われた。
このように、本形式およびDC10形は、鉄道車両としては全くの不成功に終わったが、DC11形とDC10形では動力伝達方式や機関の設計コンセプトをはじめ、各部構造に対照的な点が多く、実際の運用を通じて発生した問題から、それぞれの方式の得失について比較検討が可能であったという点で、その後の日本のディーゼル機関車開発の礎となったことは疑いない。
なお、これらで得られたデータを元に設計された、国産本線用ディーゼル機関車であるDD10形では、副燃焼室式の中速大トルク機関と、電気式の動力伝達機構を組み合わせ、かつ運転台を車体の両端に配するなど、その学習成果や、実運用で得られた様々な教訓が生かされている。

## 構造・性能諸元表
| 形式   | 軸配置 | 運転台位置 | エンジン形式                           | 出力／回転数 （1時間定格） |
| ------ | ------ | ---------- | -------------------------------------- | -------------------------- |
| DC10形 | 1C1型  | 片運転台   | 6気筒4サイクル直噴式ディーゼルエンジン | 600ps/540rpm               |
| DC11形 | 1C1型  | 中央運転台 | 6気筒4サイクル直噴式ディーゼルエンジン | 600ps/665rpm               |